# Franz Josef Meinrad Merkel
Franz Josef Meinrad Merkel CSSp (ur. 22 września 1944 w Hardheim) – niemiecki duchowny rzymskokatolicki, duchacz, biskup diecezjalny Humaitá w latach 2000–2020, od 2020 biskup senior diecezji Humaitá.

## Życiorys
Francisco Meinrad Merkel urodził się 22 września 1944 w Hardheim w niemieckim landzie Badenia-Wirtembergia. Studiował filozofię w Knechtsteden oraz teologię na „St. Georgen” we Frankfurcie nad Menem. Następnie wstąpił do Zgromadzenia Ducha Świętego i tam 19 grudnia 1969 złożył śluby wieczyste. Święcenia prezbiteratu przyjął 22 maja 1971.
Po święceniach wyjechał jako misjonarz do Brazylii, gdzie pełnił następujące funkcje: 1972–1977: wiceprowincjał w Humaitá, zwany wówczas „Porto Valter” (Amazonia); 1977–1982 (oraz w 2000): dyrektor Kolegium Matki Bożej z La Salette w Salete; 1983–1987: proboszcz i delegat ds. formacji seminarzystów w Contagem; 1987–1989: nauczyciel i animator misyjny w Knechtseden; 1989–1998: proboszcz parafii Matki Bożej z Góry Karmel w Salinas da Margarida (archidiecezja São Salvador da Bahia), a także mistrz nowicjatu w São Roque do Paraguaçu; 1999–2000: proboszcz parafii w São Paulo i dyrektor seminarium filozoficznego „Poullart des Places” w Zgromadzeniu Ducha Świętego.
26 lipca 2000 papież Jan Paweł II prekonizował go biskupem diecezjalnym Humaitá. 15 października 2000 otrzymał święcenia biskupie i odbył ingres do katedry Matki Bożej Poczęcia. Głównym konsekratorem był José Jovêncio Balestieri, biskup diecezjalny Rio do Sul, zaś współkonsekratorami Moacyr Grechi, arcybiskup metropolita Porto Velho i biskup Sérgio Eduardo Castriani, koadiutor prałatury Tefé. Jako zawołanie biskupie przyjął słowa „Sufficit tibi gratia mea” (Wystarczy ci mojej łaski).
12 sierpnia 2020 papież Franciszek przyjął jego rezygnację z obowiązków biskupa diecezjalnego Humaitá.